# Дидик Галина Томівна
Галина Томівна Дидик (псевдо: «Анна», «Молочарка»; 17 квітня 1912, с. Шибалин, нині Бережанська міська громада, Тернопільський район, Тернопільська область — 23 грудня 1979, с. Христинівка, Христинівський район, Черкаська область) — діячка ОУН, референт підпільного Українського Червоного Хреста, зв'язкова і довірена особа Романа Шухевича — головного командира Української Повстанської Армії.

## Життєпис

### Дитинство. Навчання
Галина Дидик народилася в українській національно-свідомій родині Томи Дидика і його дружини Олени у с. Шибалин Бережанського повіту (Королівство Галичини та Володимирії) 17 квітня 1912. (У першому випуску біографічного довідника «Українська жінка у визвольній боротьбі 1940—1950 рр.» вказана інша дата народження Г. Дидик — 18 березня 1912).
Перші дитячі роки Галина провела у рідному селі. З 1920 по 1923 роки навчалася у Бережанській гімназії, де склала матуру. До 1931 р. Галина закінчила учительську семінарію: за одними даними у м. Бережани, за іншими — у Львові). Паралельно працювала у товаристві «Просвіта». Час від часу читала лекції про розвиток української мови і літератури в с. Якторово Перемишлянського р-ну Львівської обл.. Після закінчення семінарії їй не вдалося отримати посаду вчителя і в наступному році вона влаштувалася в с. Верхомиля (Польща) в родині місцевого священика, де займалася вихованням дітей.
З 1934 по 1939 рр. належала до «Союзу Українок», через який проводила просвітницьку роботу по селах Тернопільської області. У 1935 р. закінчила курси кулінарів у Львові, по завершенню яких працювала у місцевих дитячих садках. У січні 1937 р. повернулася у рідне село, де стала викладати у місцевій сільськогосподарській школі. Згодом перейшла у систему кооперативів і працювала інструктором у м. Підгайці, Зборів, Бережани (Тернопільщина).

### Співпраця і членство в ОУН
Після приходу радянських військ на західноукраїнські землі заарештована органами Бережанського РО НКВС за зв'язок з підпільною ОУН і активну націоналістичну пропаганду серед співробітників «Бережанського рибсоюзу», але за відсутністю доказів її відпустили у травні 1940. У зв'язку із арештом вона переїхала до Львова, де навчалася на курсах медичних сестер. До червня 1941 року працювала в обласному відділі народної освіти на посаді секретаря. У перші три місяці окупації працювала директором фабрики мармеладу у Львові, а згодом, шість місяців, інструктором в сільськогосподарській комендатурі.
Офіційно членкинею ОУН стала у березні 1944 р., коли урочисто склала присягу, але націоналістичною діяльністю вона почала займатися ще під час навчання в учительській семінарії. Через членство у «Пласті» і «Союзі Українок» вона була добре відома як патріотично налаштована дівчина. Тому на початку радянсько-німецької війни через Федика Ярослава вона встановила зв'язок з Миколою Лебедем —"Рубаном", який протягом 1942 р. використовував її львівську квартиру по вул. Піярів, 5а як власну підпільну «хату». Там часто, в організаційних справах, бували такі провідні члени ОУН, як Дмитро Мирон —"Орлик", Ярослав Старух —"Синій", Григорій Ґоляш —"Бей", «Стефаник», «Тарас», «Леміш», «Михайло» — керівник СБ Проводу ОУН на українських землях тощо. Наприкінці 1942, у зв'язку з арештом «Синього», М. Лебідь переїхав в інше місце. Г. Дидик, рятуючись від гестапо, яке у її відсутність провело обшук на квартирі, теж спішно залишила Львів і переїхала до м. Залізці Тернопільської обл., де влаштувалася учителькою в місцевій сільськогосподарській школі викладати природознавство і хімію.

### Діяльність в Українському Червоному Хресті (УЧХ)
У березні 1944 р. на пропозицію від керівника Тернопільського обласного проводу ОУН «Данила» почала працювати в обласним референтом підпільного Українського Червоного Хреста. До кола обов'язків обласного референта УЧХ входило: забезпечити функціонування курсів санітарок по округах району і сотнях УПА, скеровувати медперсонал у відповідні райони, зорганізувати у кожному районі і сотні УПА шпиталики для поранених, дбати за необхідне їх медичне забезпечення і медикаменти, а також продукти харчування, вести контроль за роботою підпільних лікарень і УЧХ, в цілому. Окрім того, під час перевірок їй рекомендувалося проводити виховні бесіди на націоналістичні теми, а у її відсутність такі бесіди мали проводитися молодшим медперсоналом.
Діяльність «Молочарки», як обласного референта УЧХ Тернопільського окружного проводу тривала рік, — до ліквідації підпільного УЧХ на крайовому і обласному рівнях у березні 1945 року. За цей період їй вдалося зорганізувати курси для санітарок у с. Романівка Тернопільського р-ну, с. Сусолівка Білобожницького р-ну, наприкінці 1944 діяли курси в Тростянецькому лісі на яких були присутні по одній людині із сотень УПА, розміщених на території Бережанського окружного проводу ОУН. Восени 1944, за рекомендацією «Монети» — Катерини Зарицької, Г. Дидик організувала курси для лікарів УЧХ, на які запросили студентів старших курсів медуніверситетів. Курси тривали близько місяця на хуторі Морги, що поблизу с. Сільце-Бищеківське Підгаєцького р-ну. Під безпосереднім керівництвом Г. Дидик було зорганізовано ряд підпільних лікарень у районах Тернопільської обл., а саме: в селах Славчишин Підгаєцького р-ну, Тростянець Бережанського р-ну, Добринів і Стратин Рогатинського р-ну, Травотолоки Зборівського р-ну, Сусолівка Білобожницького р-ну, функціонувало 5-ть шпиталів у Тростянецькому лісі. Місця підпільних лікарень часто змінювалися, в цілях конспірації поранені переносилися із одної хати в іншу.
У березні 1945 року Галицький крайовий провід ухвалив рішення про розпуск крайової референтури УЧХ. Їх робота була передана безпосередньо надрайонним та районним проводам, в складі яких продовжували залишатися жінки — учасниці і симпатики ОУН, що мали досвід в організації санітарної роботи. Вони й надалі відповідали за цілість праці в УЧХ на ділянках служби здоров'я, суспільної опіки та фармакології.

### Зв'язкова Головнокомандувача УПА
У лютому 1945 р. «Монета»- Катерина Зарицька — референт УЧХ Галицького крайового проводу запропонувала «Тарасу» — члену Проводу ОУН Дмитру Маївському, організувати курси для колишніх провідниць підпільного Червоного Хреста. Розробкою програми та їх переведенням займався Яків Бусел «Галина»-«Київський» — член Проводу, який відповідав за політ вишколи на українських землях. На курси (розпочали свою роботу 5 березня 1945 року в селі Конюхи Бережанського району) прибули Катерина Зарицька — «Монета», Козак Ірина — «Лада», Ільків Ольга — «Роксолана», Дидик Галина — «Анна», Савицька Ірина — «Бистра».
По завершенню вишколу в село Бишки прибув головнокомандувач УПА генерал-хорунжий Роман Шухевич, щоб особисто проконтролювати призначення учасниць вишколу. Г. Дидик і К. Зарицька були направлені в його особисте розпорядження і призначені зв'язковими головнокомандувача УПА. Р. Шухевич проінструктував «Монету» і «Анну» щодо їх подальшої роботи. Йому потрібні були спеціально підібрані довірені особи для виконання важливих організаційних завдань і його особистих доручень. До кола їх обов'язків входило: підтримувати зв'язок з іншими членами Проводу ОУН, підшуковувати необхідні підпіллю квартири, що одночасно служили місцем проживання і зустрічей підпільників, забезпечувати їх продуктами, виконувати окремі доручення (підшуковувати необхідну літературу і періодичну пресу, медикаменти тощо), навіть виявляти причини арешту учасників ОУН.
Головним перед Г. Дидик постало завдання налагодити зв'язок між Р. Шухевичем — членом Проводу ОУН на українських землях та іншими членами цього проводу «Тарасом» (Дмитром Маївським), «Галиною» (Яковом Буселом) та «Лемішем» (Василем Куком). Попередня лінія зв'язку стала ненадійною, тому Р. Шухевич в такий спосіб (через довірених людей) прагнув підтримувати постійний контакт між членами Проводу. А для виконання цього завдання йому потрібні люди інтелігентні, розумні, які б могли на словах передати те чи інше його доручення. Крім цього, його довірені особи повинні були постачати його відповідною літературою, інформувати про події в краї та організовувати криївки для його особистої безпеки.
Перше завдання Г. Дидик полягало в організації надійного «схрону» (бункера) для Р. Шухевича, яке новопризначеним зв'язковим вдалося в селі Заболотівка Чортківського району Тернопільської області, в будинку селянки Рузі (місцева жителька у віці 32-33 років, якій підпільники помагали харчами і подарували коня). Г. Дидик згадувала, що криївку було організовано на окраїні с. Улашківці, зі сторони с. Заболотівка. Цю криївку командир УПА залишив в липні 1945, бо йому було незручно контактувати з іншими членами проводу. Він переїхав у хату, що в с. Рай Бережанського р-ну, яку підібрала Г. Дидик в червні 1945 р. Там Р. Шухевич перебував протягом місяця. Незабаром ця криївка була виявлена органами НКВС, але, на щастя, Провідника там не було.
На початку лютого 1946 р. «Анна» через «Монету» отримала завдання від Р. Шухевича легалізуватися у м. Львові і підготувати там відповідну «хату» для нього. На початку березня 1946 р. їй вдалося прописатися у Львові на квартирі самотніх пенсіонерів по вул. Сулимирського, 4. На початку весни 1946 р. туди переїхав Р. Шухевич і проживав там разом з «Анною» до травня поточного року, яка працювала надомницею — брала роботу додому зі швейної майстерні.
Осінньо-зимовий період 1946—1947 років Г. Дидик важко хворіла і на організаційних зустрічах з Р. Шухевичем попросила в нього дозволу виїхати на лікування до м. Одеси. Після повернення вона зустрілася з головнокомандувачем УПА у Рогатинському лісі поблизу с. Черче. Їй було доручено приглянути за Юрієм Шухевичем, який втік з дитячого будинку, і влаштувати його в надійних людей, щоб він зміг відвідувати шкільні заняття.
У березні 1948 р. «Анна» разом з Юрієм Шухевичем виїхала в м. Сталіно, щоб розшукати там шестирічну доньку Р. Шухевича Марію. Ця поїзда закінчилася невдачею, — Юрія заарештували, а Галина вимушено повернулася до Львова з невтішними новинами.
Одними із вдало виконаних завдань Г. Дидик, були, організовані нею для Р. Шухевича, поїздки в Одесу влітку 1948 і 1949 роках. Слід відзначити, що в другій половині 1940-х стан здоров'я провідника дуже погіршився, — далися взнаки напруга і похідні умови проживання останніх років. Як особиста зв'язкова «Анна» повинна була піклуватися і про стан здоров'я свого шефа. Окрім лікувальної програми і рекомендованих регулярних морських купань, необхідних для провідника, Г. Дидик і Р. Шухевич змогли в Одесі вільно спілкувати з різноманітними людьми, спостерігати за громадсько-політичною ситуацією на Півдні України, відвідувати культурні заходи, зокрема, слухали оперу «Руслан» в одеському оперному театрі, бачили «Анну Кареніну» в театрі «Руської драми», «Маріцу» — у літньому театрі тощо.
Останнє місце перебування головнокомандувача УПА було організоване у с. Білогорща біля Львова. Для Р. Шухевича збудовано криївку, де він мав змогу переховуватися, майже, протягом півтора року. «Анна» за підробленими документами переселенки з Польщі, проживала легально у цьому будинку, що належав Конюшик Анні — місцевій вчительці. За «легендою» Г. Дидик працювала домробітницею в Анни. Вона часто відлучалася, виконуючи доручення Р. Шухевича, дбала за доставку продуктів харчування, слідкувала за станом здоров'я Провідника — при потребі сама робила уколи, масажі, добувала необхідні ліки тощо.

### Арешт. 25-річне ув'язнення
Під час затримання у Білогорщі «Анна» прийняла отруту, коли почула постріл Р. Шухевича, що дозволяв їй діяти самостійно. Слід відмітити, що після 1946 року усі провідні члени ОУН згідно з наказом Р. Шухевича повинні були носити отруту (ціаністий калій) і зброю.
Коли Галина зрозуміла, що вони в оточенні, вона вирвалася від двох солдатів, які тримали її за руки і, як вона сама згодом згадувала, вибігла до сусідньої кімнати і лягла на підлогу.
|  | «Я, лежачи, почала добувати отруту, поклала поміж зуби і почала жувати. Раптом я відчула, що трачу свідомість. Я мала відчуття, немов би якась гума стягнула мене, все пішло до горла. Я повністю втратила свідомість. Що потім зі мною було, я не знаю, бо пробудилася вже в тюрмі на Лонцького». |

Протягом півторарічного слідства, яке закінчилося 18 жовтня 1951 р., Галина Дидик витримала 129 допитів, часто тривалістю 15-16 годин. 31 жовтня 1951 р. «трійка» при МДБ СРСР засудила її заочно на 25 років концтаборів. 14 грудня 1951 р. етапували до Верхньоуральської тюрми МДБ СРСР у Челябінській області, згодом перевели до Владімірської в'язниці, що «славилася» своїм суворим режимом. Там вона зустріла своїх товаришок з підпільної роботи інших зв'язкових Р. Шухевича: Катерину Зарицьку, Ольгу Ільків, Дарію Гусяк.
Звільнили Галину в 1971 р. через хворобу серця.
Не маючи права повернутися додому, вона тимчасово оселилася в Караганді. З літа 1972-го до осені 1973-го таємно мешкала в Бібрці на Львівщині. Після марних спроб прописатися виїхала в Христинівку на Черкащині, де працювала в дитячому садку. Пенсії не отримувала, існувала з невеличкого городу та людської допомоги, в тому числі з-за кордону від членів групи Міжнародна Амністія в Німеччині, з якими листувалася до останніх днів життя. Більшу частину пакунків віддавала тим, хто потребував іще більше. Крім того, підтримувала репресованих листами та відвідинами. Наприклад, 1974 р. візитувала родину Юрія Шухевича в Нальчику (Кабардино-Балкарська АРСР), утретє ув'язненого на чергових 10 років концтаборів та п'ять — заслання, опікувалася його дітьми. Гостила в себе Катерину Зарицьку й Одарку Гусяк. Часто виїжджала до Умані, якщо її допомоги потребувала найстарша українська політкаторжанка Надія Суровцова, або до с. Вільховець доглядати тяжко хвору матір В'ячеслава Чорновола.
За доброчинну діяльність знову зазнала переслідувань: після відмови співпрацювати з КДБ її звільнили з дитсадка. З 1977 р. позбавили допомоги з-за кордону. 1979-го кадебісти домагалися від неї «покаянної заяви», засудження свого минулого. Натомість обіцяли повернення до Бережан, пенсію, спокійне забезпечене життя. Пропозицію категорично відкинула. Репресії набули форми постійних хуліганських нападів, побиття вікон. Загострилася недуга серця.
23 грудня 1979 р. Галина Дидик померла від інфаркту. Наступного дня родина поховала її у м. Бережанах.

## Нагороди

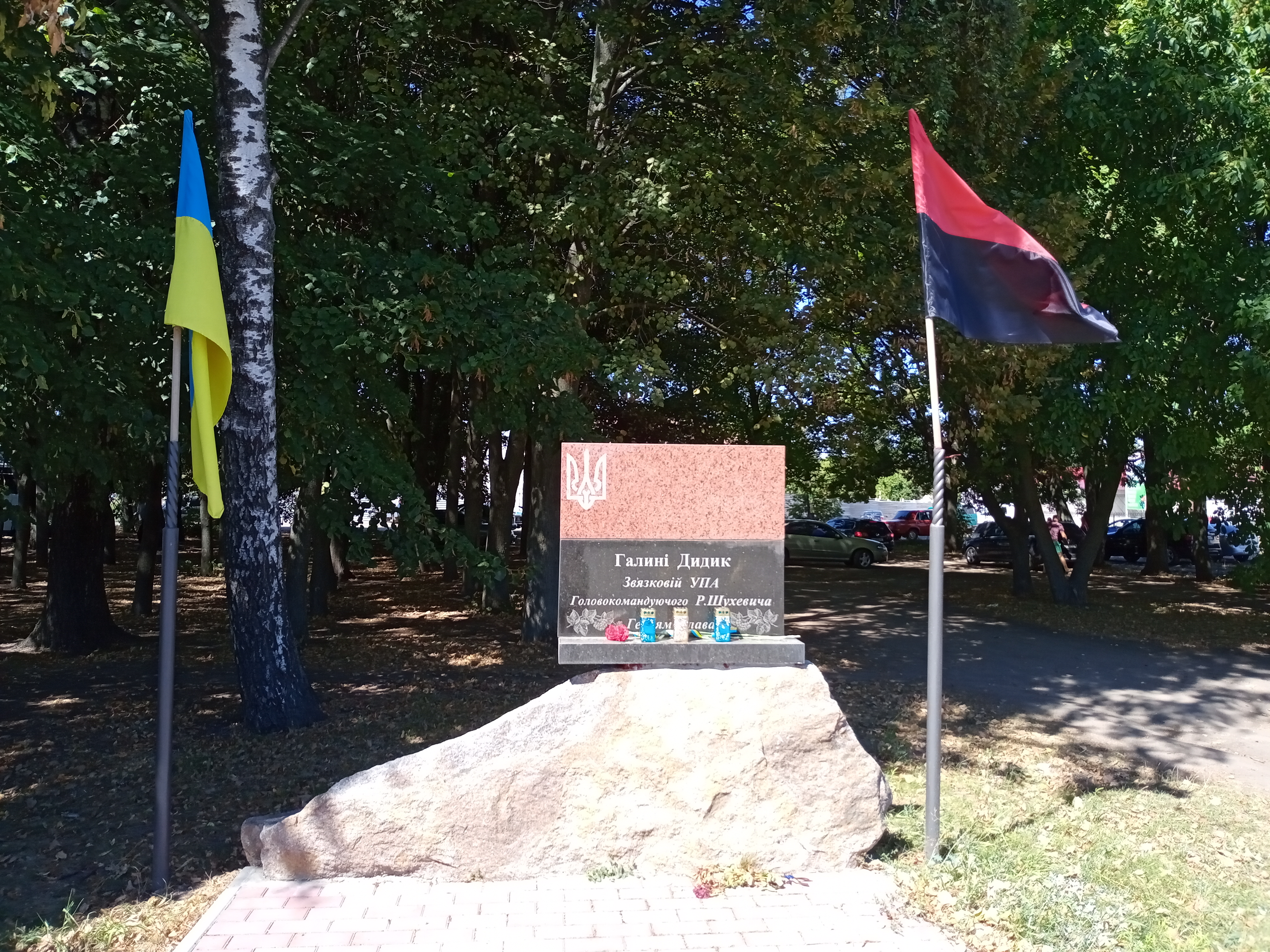
Пам'ятний знак Галині Дидик, сквер імені Галини Дидик, Христинівка

- Згідно з Наказом Головного військового штабу УПА 1/45 від 25.04.1945 р. референт УЧХ Тернопільського обласного проводу ОУН Галина Дидик — «Анна» нагороджена Бронзовим хрестом заслуги УПА.
- Згідно з Наказом Головного військового штабу УПА 3/47 від 5.12.1947 р. зв'язкова Головного командира УПА Галина Дидик — «Анна» нагороджена Срібним хрестом заслуги УПА.

## Почесне звання
Рішенням сесії Бережанської міської ради № 927 від 27.11.2009 року Галині Дидик присвоєно звання «Почесний громадянин міста Бережани».

## Вшанування пам'яті

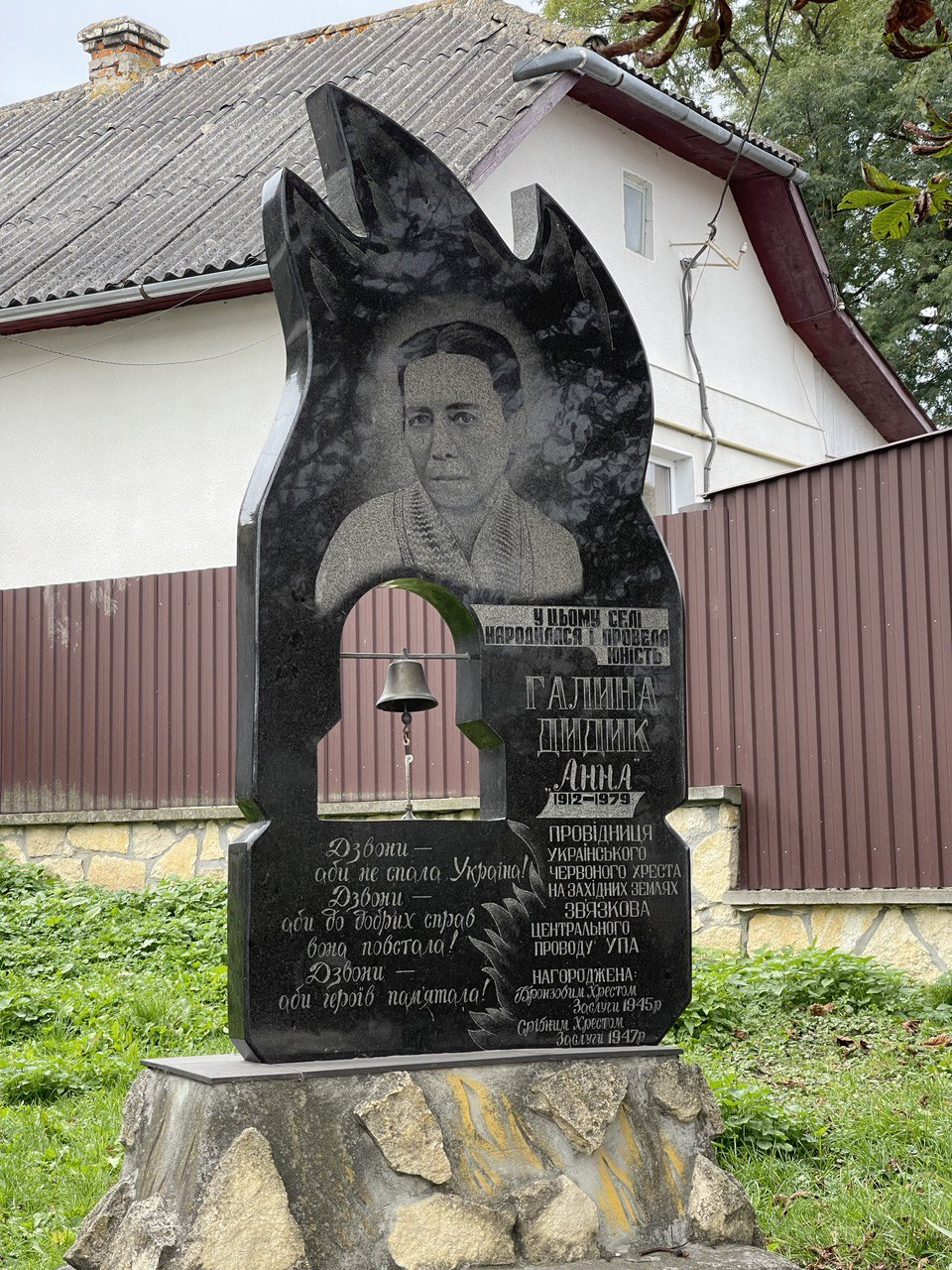
Пам'ятний знак Галині Дидик у селі Шибалин сфотографовано 1 Жовтня 2021

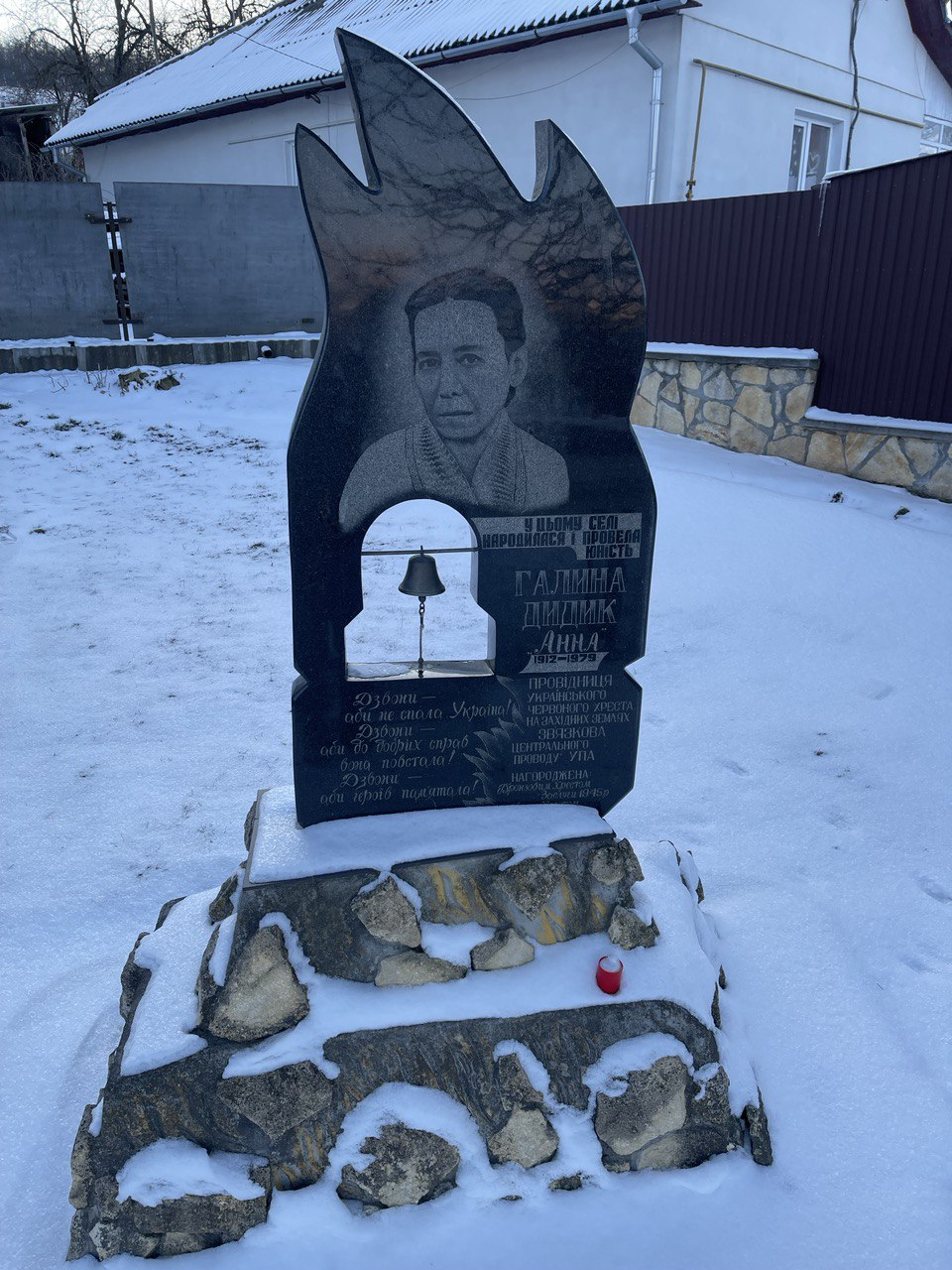
Пам'ятний знак Галині Дидик у селі Шибалин сфотографовано 24 Січня 2022

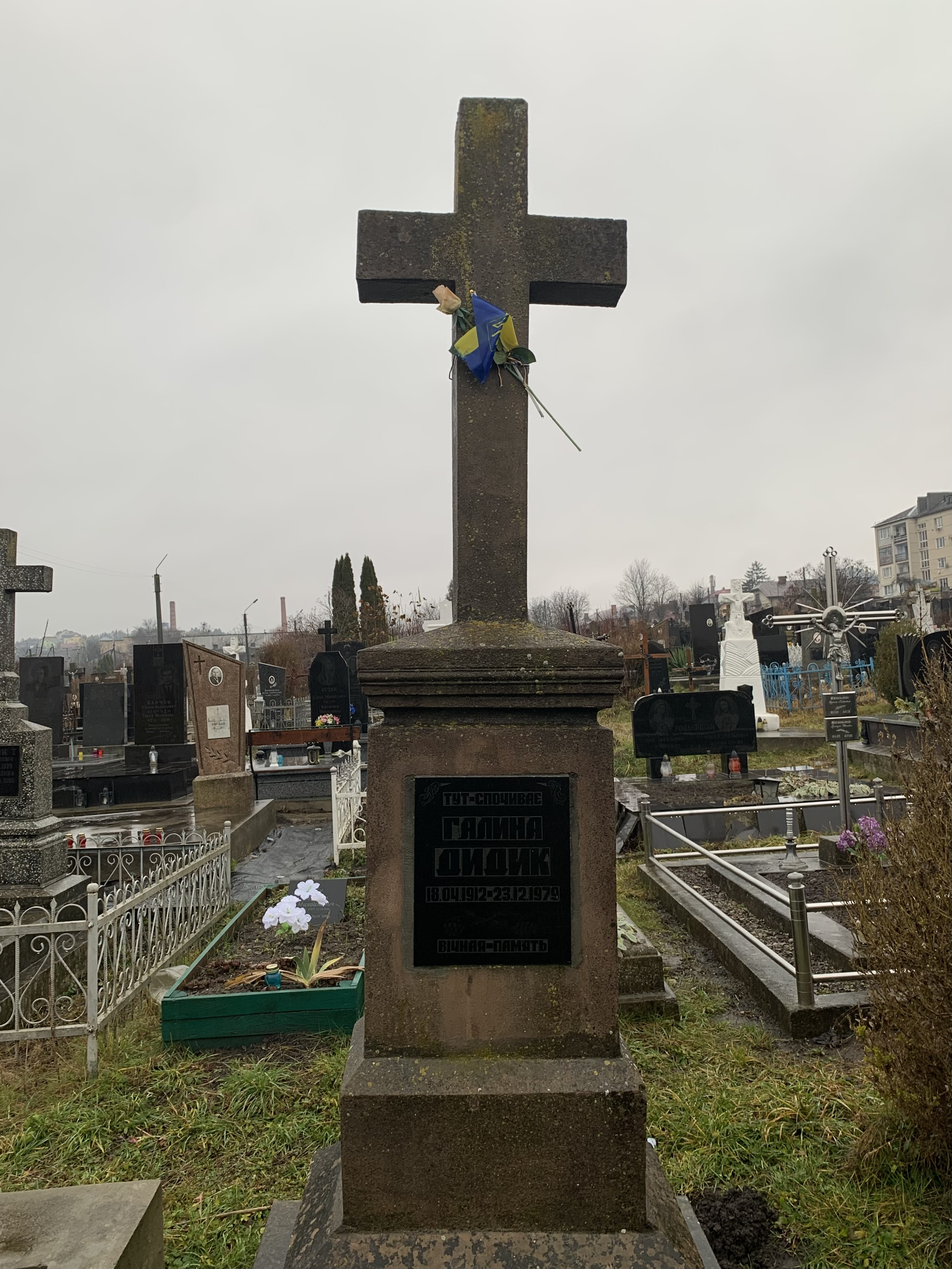
Могила Галини Дидик на бережанському цвинтарі. Сфотографовано 08 Грудня 2024

- На її честь названий 42 курінь УПЮ імені Галини Дидик.
- В Христинівці існує Сквер імені Галини Дидик[5].
- У 2007 році встановлено пам'ятний знак Галині Дидик у рідному селі Шибалин. Виготовлено із мармуру майстрами міста Бережани за кошти внучатої племінниці Галини Дидик Євгенії Кизими. Встановлено біля сільського відділення зв'язку (Укрпошта)(за проектом Василя Павука).
- 8.10.2017 р. від імені Координаційної ради з вшанування пам'яті нагороджених Лицарів ОУН і УПА у с. Бишки Козівського р-ну Тернопільської обл. Срібний хрестом заслуги УПА (№ 002) та Бронзовий хрест заслуги УПА (№ 008) передані Євгенії Кизимі, племінниці Галини Дидик — «Анни».
- У 2020 році відзнято фільм "Галина Дидик. Доля повстанки"
- В 2020-21 рр відбувалися зйомки чотирисерійного циклу телепередач «Жива УПА.Тернопільщина», одна із серій циклу присвячена життєвому шляху Галини Дидик[6][7].
- 22 грудня 2022 року на честь Галини Дидик перейменовано один з провулків Черкас.